# Walter Berry

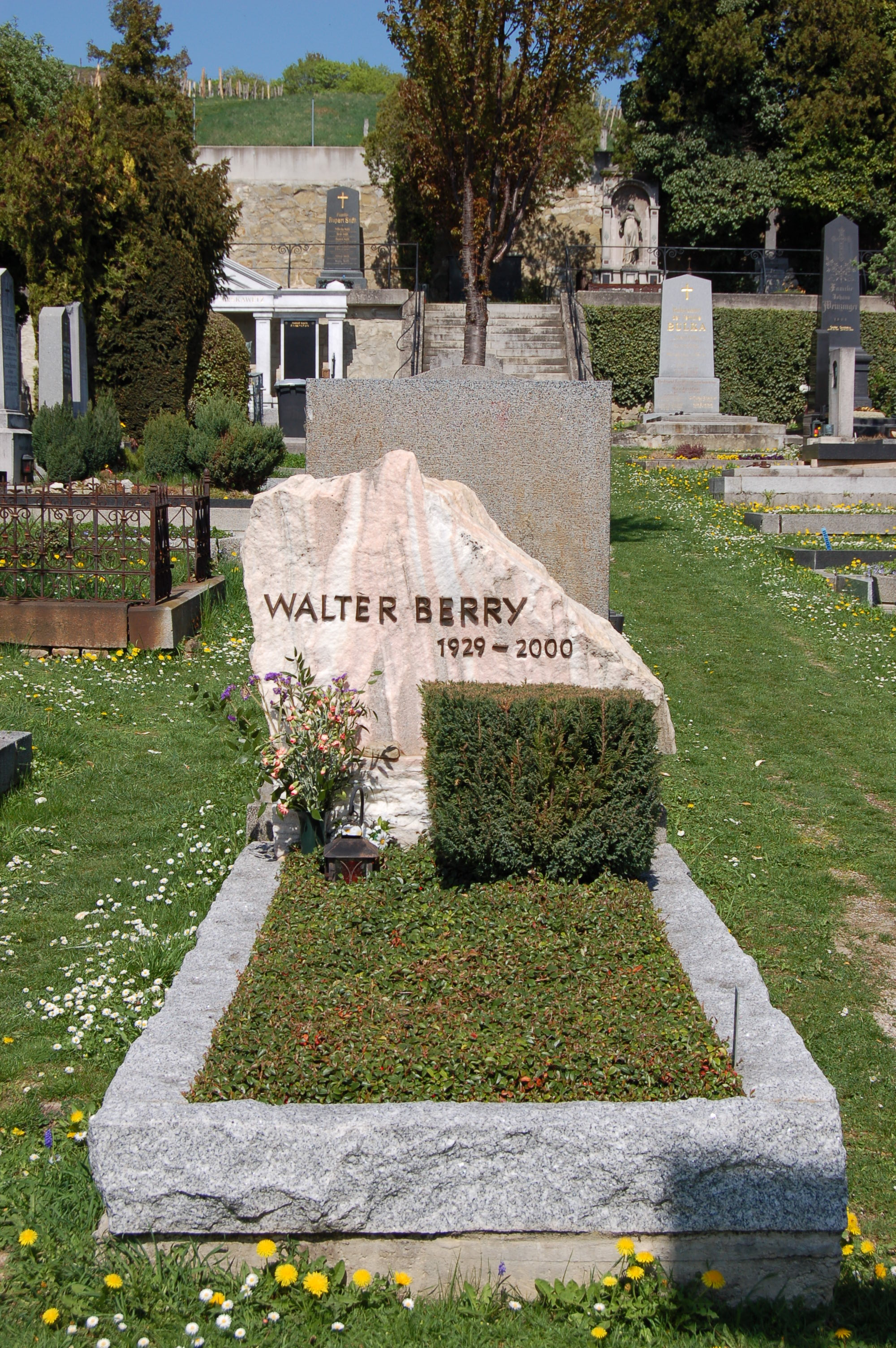
La sua lapide

Walter Berry (Vienna, 8 aprile 1929 – Vienna, 27 ottobre 2000) è stato un basso-baritono austriaco.

## Biografia
Ha studiato canto all'Accademia di Musica di Vienna ed ha debuttato nel 1947 allo Staatsoper di Vienna. Divenuto membro stabile della compagnia nel settembre 1950 come Baßsolo in Jeanne d'Arc au Bûcher di Arthur Honegger, vi è rimasto fino al termine della carriera nel 1996 prendendo parte a 1.214 rappresentazioni, con regolari apparizioni da ospite in altre compagnie europee. Nel novembre 1950 è Ein Schließer in Tosca (opera) e in dicembre Marullo in Rigoletto, nel 1951 in febbraio Ein Reisender in Manon (Massenet), in marzo interpreta il ruolo di Originale ne L'amore delle tre melarance, in aprile Ein Bote ne Il trovatore, in maggio Ein Bauer in Der Wildschütz di Albert Lortzing, in giugno Ein Kolporteur in Boccaccio di Franz von Suppé (in questo ruolo è andato in scena 52 volte fino al 1953), in novembre Die Erscheinungen neun verstorbener Meister der Tonkunst/Anton Brus von Müglitz in Palestrina (opera) e in dicembre Ein Perückenmacher in Ariadne auf Naxos con Wilma Lipp, nel 1952 Zweiter Geharnischter/Zweiter Priester in Die Zauberflöte e Anführer der Wachen in Die Entführung aus dem Serail, in febbraio Luther in Les contes d'Hoffmann, in maggio Fünf Kapellsänger von St. Maria Maggiore in Palestrina, in giugno Antonio ne Le nozze di Figaro diretto da Karl Böhm, Graf Dominik in Arabella (opera) con Lisa Della Casa e ha impersonato per la prima volta Papageno in Die Zauberflöte, in quello che sarebbe poi diventato il suo ruolo distintivo (89 volte fino al 1982), in novembre Franz in Das Christelflein di Hans Pfitzner e in dicembre Brostolone in Der arme Jonathan di Karl Millöcker, nel 1953 in gennaio Jake Wallace ne La fanciulla del West, in febbraio Zweiter Strolch in Die Kluge, in aprile Der Haushofmeister bei der Feldmarschallin/ Ein Polizeikommissär in Der Rosenkavalier, in giugno Josef in Wiener Blut (operetta), in ottobre Spalanzani in Les contes d'Hoffmann e Christian in Un ballo in maschera e in dicembre Mandolinenspieler in Iwan Sergejewitsch Tarassenko di Erwin Kerber, nel 1954 Armand Brissard in Der Graf von Luxemburg, Der Gerichtsdiener/Willem in Der Prozess di Gottfried von Einem, Tom/Graft Warting/Berkley in Un ballo in maschera, Figaro (con 93 rappresentazioni fino al 1982 sarà il ruolo maggiormente rappresentato a Vienna) ne Le nozze di Figaro, Eurymachos in Penelope di Rolf Liebermann ed Achillas in Giulio Cesare (Haendel) diretto da Böhm, nel 1955 Wozzeck (47 rappresentazioni fino al 1985) diretto da Böhm, Masetto in Don Giovanni (opera) diretto da Böhm e Schaunard ne La bohème, nel 1956 Lescaut in Manon Lescaut, Leporello (46 recite) in Don Giovanni con Birgit Nilsson ed Escamillo in Carmen (opera) con Christa Ludwig, nel 1957 Lindorf/Coppélius/Miracle/Dapertutto in Les Contes d'Hoffmann, Don Fernando in Fidelio con Wolfgang Windgassen, nel 1958 Baron Scarpia in Tosca con Renata Tebaldi, nel 1959 Alfio in Cavalleria rusticana (opera) e Dandini ne La Cenerentola con la Ludwig, nel 1960 Guglielmo in Così fan tutte (43 recite), Wladimir Fürst Galizky ne Il principe Igor' con la Ludwig, Colline ne La bohème, Olivier in Capriccio (Strauss) con Elisabeth Schwarzkopf diretto da Böhm, Vier Ritter des Königs/Dritter Versucher in Assassinio nella cattedrale (opera) con la Ludwig diretto da Herbert von Karajan e Ein anderer Bote in Oedipus der Tyrann di Carl Orff, Jochanaan in Salomè (opera) e Dr. Falke in Die Fledermaus diretto da von Karajan, nel 1961 Klingsor in Parsifal (opera) con la Ludwig diretto da Karajan, nel 1962 Don Pizarro in Fidelio con Jon Vickers, la Ludwig, Gundula Janowitz diretto da Karajan, nel 1964 Barak, der Färber in Die Frau ohne Schatten con Leonie Rysanek, Lucia Popp, Fritz Wunderlich e la Ludwig diretto da Karajan e Giovanni Morone in Palestrina con la Ludwig, nel 1965 Amonasro in Aida con la Ludwig diretto da Böhm e Friedrich von Telramund in Lohengrin (opera) con la Ludwig diretto da Böhm, nel 1968 Der Baron Ochs auf Lerchenau in Der Rosenkavalier con la Ludwig, Gwyneth Jones e Reri Grist diretto da Leonard Bernstein, nel 1970 Der Musiklehrer (81 rappresentazioni fino al 1995) in Ariadne auf Naxos, nel 1976 Miller in Luisa Miller, nel 1978 Orest in Elettra (Strauss), nel 1979 Gianni Schicchi, nel 1981 Don Alfonso in Così fan tutte con Edda Moser, nel 1983 Sir John Falstaff (Verdi) con Giorgio Zancanaro e la Ludwig diretto da Lorin Maazel, nel 1984 Sprecher in Die Zauberflöte con Edita Gruberová, nel 1986 Alberich ne Il crepuscolo degli dei con la Ludwig, nel 1987 Gefängnisdirektor Frank in Die Fledermaus con Helga Dernesch e Fritz Kothner in Die Meistersinger von Nürnberg, nel 1990 Wesener in Die Soldaten di Bernd Alois Zimmermann, nel 1992 La Roche in Capriccio e nel 1993 Graf Waldner in Arabella.
Altro ruolo distintivo è stato Barbablù ne Il castello di Barbablù di Béla Bartók.
Al Festival di Salisburgo nel 1953 è Franz/Der Kanzleidirektor in Der Prozess di Gottfried von Einem diretto da Böhm, Masetto in Don Giovanni con Cesare Siepi e la Schwarzkopf diretto da Wilhelm Furtwängler e canta nel concerto nel Mozarteum con la Messa in do maggiore (Beethoven), nel 1954 è Eurymachos in Penelope di Liebermann diretto da George Szell, Ein Perückenmacher in Ariadne auf Naxos diretto da Böhm, nel 1955 Anton Brus von Müglitz in Palestrina e Der Tiger in Irische Legende di Werner Egk diretto da Szell, nel 1956 Papageno in Die Zauberflöte con la Ludwig diretto da Georg Solti, nel 1957 Poquelin in Die Schule der Frauen (Liebermann) con la Ludwig diretto da Szell e Zweiter Gefangener in Fidelio diretto da Karajan, nel 1959 Graf Freiherr von Falkenberg in Julietta di Bohuslav Martinů e canta in Das Buch mit sieben Siegeln Oratorio di Franz Schmidt, nel 1960 canta nel Requiem (Mozart) e nel Te Deum di Anton Bruckner con Leontyne Price e Wunderlich diretto da Karajan, nel 1961 canta nella Messa in Si minore con la Price e la Ludwig diretto da Karajan e tiene un recital con la Ludwig (allora sua moglie), nel 1962 Agamemnon in Ifigenia in Aulide (Gluck) con la Ludwig diretto da Böhm e canta nella Sinfonia n. 9 (Beethoven) con la Ludwig, nel 1963 Figaro ne Le nozze di Figaro con Dietrich Fischer-Dieskau diretto da Maazel, nel 1965 e nel 1967 tiene un recital, nel 1966 un recital con la moglie, nel 1969 un recital e Don Alfonso in Così fan tutte con Rosalind Elias e Teresa Stratas diretto da Seiji Ozawa, nel 1970 canta nella Musica funebre massonica in Do minore K 477, nel 1972 è Wozzeck con Anja Silja diretto da Böhm, nel 1974 Barak, the Dyer in Die Frau ohne Schatten con la Ludwig diretto da Böhm e canta nel Liebeslieder-Walzer di Johannes Brahms e Spanisches Liederspiel di Robert Schumann con Edith Mathis, nel 1975 tiene un recital, nel 1978 Bluebeard in Bluebeard's Castle di Béla Bartók, nel 1979, 1981 e 1983 tiene un recital, nel 1980 è Sprecher in Die Zauberflöte con José van Dam diretto da James Levine, nel 1984 tiene un concerto con musiche di Franz Schubert, nel 1985 è Saul di Georg Friedrich Händel e nel 1988 Don Magnifico ne La Cenerentola con William Matteuzzi diretto da Riccardo Chailly.
Nel 1954 è Masetto in Don Giovanni con la Della Casa al Grand Théâtre di Ginevra.
All'Opera di Chicago nel 1957 è Figaro ne Le nozze di Figaro con Anna Moffo, Giulietta Simionato e Tito Gobbi diretto da Solti, nel 1959 è Guglielmo in Così fan tutte con Fernando Corena, la Schwarzkopf e la Ludwig, nel 1961 Leporello in Don Giovanni e Don Fernando in Fidelio con la Nilsson, nel 1970 è Baron Ochs auf Lerchenau in Der Rosenkavalier con la Ludwig ed Ottavio Garaventa e nel 1975 Don Pizarro in Fidelio con la Jones.
Nel 1963 è Don Pizarro nella ripresa nel Nationaltheater (Monaco di Baviera) di "Fidelio" diretto da von Karajan con la Ludwig ed Hermann Prey.
È stato protagonista di numerose memorabili apparizioni al Metropolitan Opera di New York negli anni '60 e '70 debuttando nell'ottobre 1966 nel ruolo di Barak (Die Frau ohne Schatten) con Leonie Rysanek e la Ludwig diretto da Böhm, e poi in dicembre Friedrich di Telramund (Lohengrin) con la Ludwig e Sherrill Milnes diretto da Böhm, nel 1967 Wotan (La Valchiria) con la Nilsson, Vickers, la Janowitz e la Ludwig diretto da von Karajan, nel 1969 il Barone Ochs (Il cavaliere della rosa) con la Ludwig, la Rysanek, la Grist e la Elias diretto da Böhm, nel 1970 Speaker in Die Zauberflöte con la Moser, il Maestro di Musica (Arianna a Nasso) diretto da Böhm e Don Pizarro (Fidelio) diretto da Böhm, nel 1971 Don Alfonso (Così fan tutte) e nel 1974 Leporello (Don Giovanni) con Leontyne Price e la Stratas diretto da Levine. Ha cantato per l'ultima volta nei panni di Frank in Die Fledermaus con Siegfried Jerusalem e la Dernesch l'8 febbraio 1991 prendendo parte a 94 rappresentazioni al Met.
Al Teatro alla Scala di Milano nel 1974 è Don Pizarro in Fidelio nella serata d'inaugurazione della stagione d'opera con Leonie Rysanek diretto da Böhm.
Al Royal Opera House di Londra nel 1976 è Barak in Die Frau ohne Schatten con Heather Harper e la Dernesch diretto da Solti e nel 1986 Count Theodor Waldner in Arabella diretto da Bernard Haitink ed Alfonso in Così fan tutte con John Aler, Karita Mattila ed Anne Sofie von Otter.
Al San Francisco Opera nel 1976 è Barak in Die Frau ohne Schatten diretto da Böhm, nel 1978 Baron Ochs von Lerchenau in Der Rosenkavalier e Leporello in Don Giovanni, nel 1983 The Music Master in Ariadne auf Naxos con Kathleen Battle ed Alberich in Das Rheingold e nel 1988 Klingsor in Parsifal con Waltraud Meier.
È stato anche un celebre interprete di lieder (soprattutto dei conterranei Schubert e Mahler) e di lavori corali come voce solista. Amava inoltre cimentarsi nell'operetta, con una particolare predilezione per Il pipistrello di Johann Strauss II figurando anche nel cast, come voce cantante nel ruolo di Falke, del film britannico Oh... Rosalinda!!, il cui soggetto ripropone in chiave moderna l'operetta. Ha cantato anche il ruolo di Don Magnifico nella la Cenerentola di Gioachino Rossini al Festival di Salisburgo nel 1986 sotto la direzione di Riccardo Chailly per la prima e unica volta.
Dotato di un ampio repertorio in grado di spaziare da Mozart a Berg, passando per Beethoven, Wagner, Strauss e Bartók, fu molto apprezzato dai maggiori direttori d'orchestra: tra questi ricordiamo Otto Klemperer (che lo diresse nella Passione secondo Matteo, Il Flauto Magico e Fidelio), Herbert von Karajan (Parsifal, Tristano e Isotta), Leonard Bernstein (Il cavaliere della rosa), Dimitri Mitropoulos (Il libro dei sette sigilli) e Karl Böhm (Wozzeck).
Considerato uno dei migliori basso-baritoni della sua epoca, dopo una lunga carriera è morto nel 2000, a 71 anni. Riposa nel cimitero viennese di Heiligenstadt.

## Vita privata
Dal 1957 (a Vienna) al 1971 è stato sposato col noto mezzosoprano tedesco Christa Ludwig, con cui si è spesso esibito in scena e dalla quale ha avuto un figlio.

## Repertorio
| Ruolo                                               | Titolo                                        | Autore           |
| --------------------------------------------------- | --------------------------------------------- | ---------------- |
| Barbablù                                            | Il castello di Barbablù                       | Bartók           |
| Pizarro                                             | Fidelio                                       | Beethoven        |
| Wozzeck                                             | Wozzeck                                       | Berg             |
| Dr Schön                                            | Lulu                                          | Berg             |
| Plumkett                                            | Martha                                        | Flotow           |
| Mathieu                                             | Andrea Chénier                                | Giordano         |
| Kadi                                                | Le Cadi dupé                                  | Gluck            |
| Agamennon                                           | Iphigénie en Aulide                           | Gluck            |
| Giulio Cesare                                       | Giulio Cesare in Egitto                       | Händel           |
| Plutone                                             | L'anima del filosofo, ossia Orfeo ed Euridice | Haydn            |
| Peter                                               | Hänsel und Gretel                             | Humperdinck      |
| Manuele Bfife                                       | Giuditta                                      | Lehár            |
| Tonio/Taddeo                                        | Pagliacci                                     | Leoncavallo      |
| Compar Alfio                                        | Cavalleria rusticana                          | Mascagni         |
| Comte de Saint-Bris                                 | Gli ugonotti                                  | Meyerbeer        |
| Colas                                               | Bastien und Bastienne                         | Mozart           |
| Achior                                              | La Betulia Liberata                           | Mozart           |
| Figaro                                              | Le nozze di Figaro                            | Mozart           |
| Leporello Masetto                                   | Don Giovanni                                  | Mozart           |
| Don Alfonso Guglielmo                               | Così fan tutte                                | Mozart           |
| Papageno Sprecher                                   | Die Zauberflöte                               | Mozart           |
| Dapertutto Miracle                                  | Les contes d'Hoffmann                         | Offenbach        |
| Collaggiani                                         | Il maestro di musica                          | Pergolesi        |
| Anton Brus von Müglitz Giovanni Morone              | Palestrina                                    | Pfitzner         |
| Terzo carceriere Terzo tentatore                    | Assassinio nella cattedrale                   | Pizzetti         |
| Un carceriere                                       | Tosca                                         | Puccini          |
| Rambaldo Fernandez                                  | La rondine                                    | Puccini          |
| Dandini Don Magnifico                               | La Cenerentola                                | Rossini          |
| Quasimodo                                           | Notre Dame                                    | Schmidt          |
| Falke Frank                                         | Die Fledermaus                                | Strauss, Johann  |
| Conte Homonay Kalman Zsupan                         | Der Zigeunerbaron                             | Strauss, Johann  |
| Primo soldato Secondo Nazareno                      | Salome                                        | Strauss, Richard |
| Barone Ochs auf Lerchenau Un commissario di polizia | Der Rosenkavalier                             | Strauss, Richard |
| Harlekin Il maestro di musica Il parrucchiere       | Ariadne auf Naxos                             | Strauss, Richard |
| Lamoral Waldner                                     | Arabella                                      | Strauss, Richard |
| Barak                                               | Die Frau ohne Schatten                        | Strauss, Richard |
| Olivier                                             | Capriccio                                     | Strauss, Richard |
| Kolporteur                                          | Boccaccio                                     | Suppé            |
| Zaccaria                                            | Nabucco                                       | Verdi            |
| Rigoletto                                           | Rigoletto                                     | Verdi            |
| Amonasro Il Re                                      | Aida                                          | Verdi            |
| Paolo Orsini                                        | Rienzi                                        | Wagner           |
| Friedrich von Telramund                             | Lohengrin                                     | Wagner           |
| Alberich                                            | Das Rheingold                                 | Wagner           |
| Alberich                                            | Siegfried                                     | Wagner           |
| Alberich                                            | Götterdämmerung                               | Wagner           |
| Kurwenal                                            | Tristan und Isolde                            | Wagner           |
| Klingsor                                            | Parsifal                                      | Wagner           |
| Kaspar                                              | Der Freischütz                                | Weber            |
| König Ludwig VI                                     | Euryanthe                                     | Weber            |

## Discografia parziale
- Bartók, Duke Bluebeard's Castle - Christa Ludwig/István Kertész/London Symphony Orchestra/Walter Berry, 1966 Decca
- Beethoven, Sinf. n. 9/Ouv. Coriolano - Karajan/Janowitz/Kmennt/Berry, Deutsche Grammophon
- Beethoven, Fidelio - Gundula Janowitz/Christa Ludwig/Jon Vickers/Walter Berry/Orchester der Wiener Staatsoper/Herbert von Karajan, Deutsche Grammophon
- Beethoven, Fidelio - Christa Ludwig/Frantz Crass/Gerhard Unger/Gottlob Frick/Ingeborg Hallstein/Jon Vickers/Kurt Wehofschitz/Philharmonia Chorus & Orchestra/Raymond Wolansky/Walter Berry, 1962 EMI Great Recordings Of The Century
- Berg, Wozzeck - Boulez/Doench/Uhl/Strauss/Berry, Sony - Grammy Award al miglior album di musica classica e Grammy Award for Best Opera Recording 1968
- Gluck, Der betrogene Kadi - Otmar Suitner/Walter Berry/Helen Donath/Nicolai Gedda/Anneliese Rothenberger/Klaus Hirte/Regina Marheineke, EMI
- Haydn, Creazione - Karajan/Janowitz/Ludwig/Berry, Deutsche Grammophon
- Lortzing, Die Opernprobe - Otmar Suitner/Walter Berry/Nicolai Gedda/Klaus Hirte, EMI
- Mozart, Requiem/Adagio e fuga K. 546 - Karajan/Lipp/Dermota/Berry, 1962 Deutsche Grammophon
- Mozart, Così Fan Tutte - Alfredo Kraus/Christa Ludwig/Elisabeth Schwarzkopf/Giuseppe Taddei/Hanny Steffek/Karl Böhm/Philharmonia Orchestra/Walter Berry, 2000 EMI
- Mozart, Don Giovanni - Anton Dermota/Cesare Siepi/Chor der Wiener Staatsoper/Dezső Ernster/Elisabeth Gruemmer/Elisabeth Schwarzkopf/Erna Berger/Walter Berry/Wiener Philharmoniker/Wilhelm Furtwängler, 1986 EMI
- Mozart, Don Giovanni - 1956 Salzburger Festpiele - Cesare Siepi/Chor der Wiener Staatsoper/Dimitri Mitropoulos/Elisabeth Grummer/Fernando Corena/Gottlob Frick/Lisa Della Casa/Léopold Simoneau/Rita Streich/Walter Berry/Wiener Philharmoniker, 1994 Sony
- Mozart, Don Giovanni - Anton Dermota/Cesare Siepi/Fernando Corena/Hilde Gueden/Josef Krips/Lisa Della Casa/Suzanne Danco/Walter Berry/Wiener Philharmoniker/Wiener Staatsopernchor, 1955 Decca
- Strauss, R., Die Frau ohne Schatten - Birgit Nilsson/James King/Karl Böhm/Leonie Rysanek/Orchester der Wiener Staatsoper/Ruth Hesse/Walter Berry, 1985 Deutsche Grammophon
- Strauss II, Die Fledermaus - Eberhard Wachter/Erich Kunz/Herbert von Karajan/Hilde Gueden/Regina Resnik/Waldemar Kmentt/Walter Berry/Wiener Philharmoniker, 1960 Decca
- Strauss, Die Fledermaus - Herbert von Karajan/Gustav Pick/Giuseppe di Stefano/Eberhard Wachter/Hilde Güden/Rita Streich/Chor der Wiener Staatsoper/Walter Berry/Orchester der Wiener Staatsoper, RCA/BMG
- Strauss II: Der Zigeunerbaron - Dietrich Fischer-Dieskau/Julia Varady/Willi Boskovsky/Walter Berry/Chor des Bayerischen Rundfunks/Münchner Rundfunkorchester/Hanna Schwarz, Warner
- Ullmann: Der Kaiser von Atlantis - Hölderlin-Lieder - Christiane Oelze/Franz Mazura/Gewandhausorchester Leipzig/Herbert Lippert/Iris Vermillion/Jonathan Alder/Martin Petzold/Michael Kraus/Walter Berry, 1994 Decca
- Verdi: Aida in lingua tedesca – Leonora Lafayette (Aida), Josef Gostic (Radames), Georgine von Milinkovic (Amneris), Ferdinand Frantz (Amonasro), Gottlob Frick (Ramfis), Walter Berry (Il Re), Karl Ostertag (Messaggero), Elisabeth Lindermeier (Sacerdotessa), Coro e Orchestra del Bayerischer Rundfunk di Monaco, Clemens Krauss (direttore), 1953 (2005 AfHO/Line Music GmbH - Cantus Classics 2005)
- Zeller, Der Vogelhändler - Anneliese Rothenberger/Willi Boskovsky/Walter Berry/Wolfgang Anheisser/Adolf Dallapozza/Karl Dönch/Renate Holm/Gerhard Unger/Wiener Symphoniker/Jurgen Forster/Chor der Wiener Staatsoper in der Volksoper, 1974 EMI
- Great Moments Of: Walter Berry, 2003 EMI

## Filmografia parziale
- Oh... Rosalinda!!, regia di Michael Powell ed Emeric Pressburger (1955)
- Beethoven: Fidelio (Deutsche Oper, Berlin, 1963) - Walter Berry/James King (tenore)/Christa Ludwig/Josef Greindl, Arthaus Musik/Naxos
- Mozart: Die Zauberflote (Salzburg Festival, 1982) - Martti Talvela/Walter Berry/Edita Gruberová/Ileana Cotrubaș/Edda Moser/James Levine, regia Jean-Pierre Ponnelle, Arthaus Musik/Naxos
- Mozart: Don Giovanni (Deutsche Oper Berlin Opening Performance, 1961) - Dietrich Fischer-Dieskau/Josef Greindl/Elisabeth Grümmer/Walter Berry/Ferenc Fricsay, Arthaus Musik/Naxos
- Mozart, Le nozze di Figaro (Salzburg Festival, 1966) - Ingvar Wixell/Reri Grist/Walter Berry/Edith Mathis/Karl Böhm, Arthaus Musik/Naxos
- Rossini: La Cenerentola (Salzburg Festival, 1988) - Gino Quilico/Walter Berry/Riccardo Chailly, Arthaus Musik/Naxos
- Strauss II, J: Die Fledermaus (Vienna State Opera, 1980) - Bernd Weikl/Lucia Popp/Erich Kunz/Walter Berry/Edita Gruberová, Arthaus Musik/Naxos
- Strauss, R., Arianna a Nasso - Böhm/Janowitz/Kollo/Berry, regia Horant H. Hohlfeld 1978 Deutsche Grammophon